# 2007 CT79
2007 CT79, também escrito como 2007 CT79, é um objeto transnetuniano que está localizado no Cinturão de Kuiper, uma região do Sistema Solar. Este corpo celeste é classificado como um provável cubewano. Ele possui uma magnitude absoluta de 8,3 e tem um diâmetro estimado com 96 km.

## Descoberta
2007 CT79 foi descoberto no dia 19 de janeiro de 2007 pelos astrônomos P. A. Wiegert e A. Papadimos.

## Órbita
A órbita de 2007 CT79 tem uma excentricidade de 0,145 e possui um semieixo maior de 43,256 UA. O seu periélio leva o mesmo a uma distância de 36,988 UA em relação ao Sol e seu afélio a 49,524 UA.